# ブチ★I GOT IT
『ブチ★I GOT IT』（ブチアガリ）は、SUPER EIGHTの楽曲。2025年4月17日にINFINITY RECORDSから配信限定シングルとして配信リリースされた。

## 概要
- 本曲は、SUPER EIGHTが2025年4月にアンバサダーに就任した第一興商の業務用通信カラオケ『DAM』のCM「DAM×SUPER EIGHT やっぱ、DAMやね!」篇のCMソングとして書き下ろされた楽曲である[7][8][9]。
  - 2024年に『DAM』が30周年、SUPER EIGHTがデビュー20周年を迎え、アニバーサリーが重なったことにより、今回の特別なコラボレーションが実現した[11][12][13]。
- カラオケの定番曲であるBIGBANGの「FANTASTIC BABY」やDJ OZMAの「アゲ♂アゲ♂EVERY☆騎士」のような、中毒性の高いSUPER EIGHT流「令和版ブチ上げパーティーソング」となっている[8]。
- 本曲は、これまでに「大再生」や「Back 2 The Kids」、「HAPPY」を手がけてきた、ODD Foot WorksのPecoriとDATSのMONJOEからの楽曲提供である[8][10][11][12][13]。
- 本曲のコーラスとミュージック・ビデオには、女性向けファッション雑誌『egg』のギャルモデルらが参加している[8][11][12][13]。

## プロモーション

### 2025年
- 4月16日、SUPER EIGHTが第一興商の業務用通信カラオケ『DAM』のアンバサダーに就任し、グループで出演する『DAM』のCM「DAM×SUPER EIGHT やっぱ、DAMやね!」篇のCMソングとして本曲が起用され、翌17日に配信限定シングルとしてリリースされることが発表された[7][8][9]。
- 4月17日、本曲が配信限定シングルとして配信リリースされ、SUPER EIGHTの新たなアーティスト写真も発表された[10][11][12][13]。
- 4月18日
  - 本曲のミュージック・ビデオが公開された[10][11][12][13]。
  - 本作のリリースを記念し、スマートフォンアプリ『Stationhead』にて、SUPER EIGHTの楽曲をプレイリスト[注 1]で聴きながら、リアルタイムでチャットに参加することができるオンラインのリスニングパーティー『ブチ★I GOT ITナイト』が開催された[14]。
- 5月2日、本作のリスニングパーティーの第2弾として、第1弾と同じく『Stationhead』にて、「関西にまつわるSUPER EIGHTの楽曲」を中心としたプレイリスト[注 1]で聴きながら、リアルタイムでチャットに参加することができるオンラインのリスニングパーティー『52関西ブチ★I GOT ITナイト』が開催された[15]。
- 5月7日、雑誌『egg』のYouTubeにて、本曲のMVのメイキング映像が公開された[16]。
- 5月14日 - 20日、23rdライブBlu-ray/DVD『超ARENA TOUR 2024 SUPER EIGHT』の発売を記念し、東京・西武新宿駅前のユニカビジョンにて、本曲のMVと、同作の本編映像から「稲妻ブルース」と「ハライッパイ」のライブ映像が放映された[17]。
- 8月1日 - 31日、全国のサウナやバーベキュー会場、飲食店、ビアガーデン、花火大会、テーマパークなど、約70の施設にて、本曲が館内放送やイベントBGMなどで一斉にパワープレイされる夏の特別企画「ニッポン！"ブチアガリ"プロジェクト」が実施された[18][19][20]。
- 8月8日 - 24日、SUPER EIGHTの公式Xと『DAM』の公式Xをフォローし、対象投稿をリポストすると抽選で本曲に関連するオリジナル賞品が当たるキャンペーンが実施された[21]。
- 8月8日 - 11月30日、『DAM』にて、本曲や『DAM』でMVが配信されているSUPER EIGHTの楽曲を歌うと抽選で本曲に関連するオリジナル賞品が当たるキャンペーンが実施された[21]。

## ミュージック・ビデオ
- 2025年4月18日にMVが公開された[10][11][12][13]。
- MVの監督は大久保拓朗、振付はパワーパフボーイズのnaotoと花岡なつみが担当している[22]。
- MVには、本曲のコーラスにも参加している女性向けファッション雑誌『egg』のギャルモデルらが出演している[8][11][12][13]。
- 2025年5月7日にはギャルモデルが出演していることに伴い、雑誌『egg』のYouTubeにて、MVのメイキング映像が公開された[16]。

### ゲスト
※主に雑誌『egg』のモデル。
- SERINA
- あいみん
- ねおん
- らん
- かえちゃ
- まなぺこ
- あいめろ

- AIRI
- 田中流瑠
- KIMI
- せいら
- まぁみ
- めいぴよ
- 鈴木綺麗

## チャート成績
- オリコンチャート
  - 初日3,346ダウンロードを記録し、2025年4月17日付の「オリコンデイリー デジタルシングル（単曲）ランキング」で初登場1位を獲得した[1]。
  - 初週4,044ダウンロードを記録し、2025年4月28日付の「オリコン週間 デジタルシングル（単曲）ランキング」で週間9位を獲得した[2]。
- Billboard JAPAN
  - 初週3,983ダウンロードを記録し、2025年4月23日公開の「Billboard Japan Download Songs」で週間9位を獲得した[3][4]。
  - 2025年4月23日公開の「Billboard Japan Hot Shot Songs」で週間20位を獲得した[5][6]。

## 収録曲
1. ブチ★I GOT IT - [3:21]
作詞：Pecori
作曲・編曲：MONJOE、HÖMiE
  - 第一興商『DAM』「DAM×SUPER EIGHT やっぱ、DAMやね!」篇CMソング[7][8][9]
  - ODD Foot WorksのPecori、DATSのMONJOEからの楽曲提供[8][10][11][12][13]。
  - 2025年4月18日に同曲のMVが公開された[10][11][12][13]。

## 楽曲提供者
- Pecori（ODD Foot Works）
  - 「ブチ★I GOT IT」（作詞）
- MONJOE（DATS）
  - 「ブチ★I GOT IT」（作曲・編曲）